# Рокет Мортгедж Филдхаус
Рокет Мортгедж Филдхаус (бывшая Квикен Лоэнс-арена / англ. Quicken Loans Arena, известная также как «The Q») — мультифункциональный комплекс в Кливленде, Огайо, США. До 2005 года назывался «Ганд-арена» (англ. Gund Arena) в честь Гордона Ганда, бывшего владельца «Кливленд Кавальерс», который купил права на название. В настоящее время является домашней ареной для «Кливленд Кавальерс» из Национальной баскетбольной ассоциации, «Кливленд Монстерз» из Американской хоккейной лиги и «Кливленд Гладиаторс» из Arena Football League. Также служит запасной ареной для мужской и женской баскетбольных команд Государственного университета Кливленда.

## События
Арена была открыта 17 октября 1994 года концертом Билли Джоэла. «Кавальерс» сыграли свою первую игру здесь 8 ноября. На арене также выступали с концертами Metallica, The Rolling Stones, и Queen + Paul Rodgers.
Арена принимала PPV-шоу WWE — SummerSlam (1996), No Mercy (1999), Invasion (2001), Survivor Series (2004), Unforgiven (2008), несколько эпизодов Raw, SmackDown!, ECW и NXT. На арене прошли матч всех звёзд НБА 1997, женский финал четырёх NCAA 2007 года и чемпионат США по фигурному катанию 2000 и 2009 годов. В 2007 году здесь прошли 3-я и 4-я игры финала НБА.